# Grodziska Orkiestra Dęta

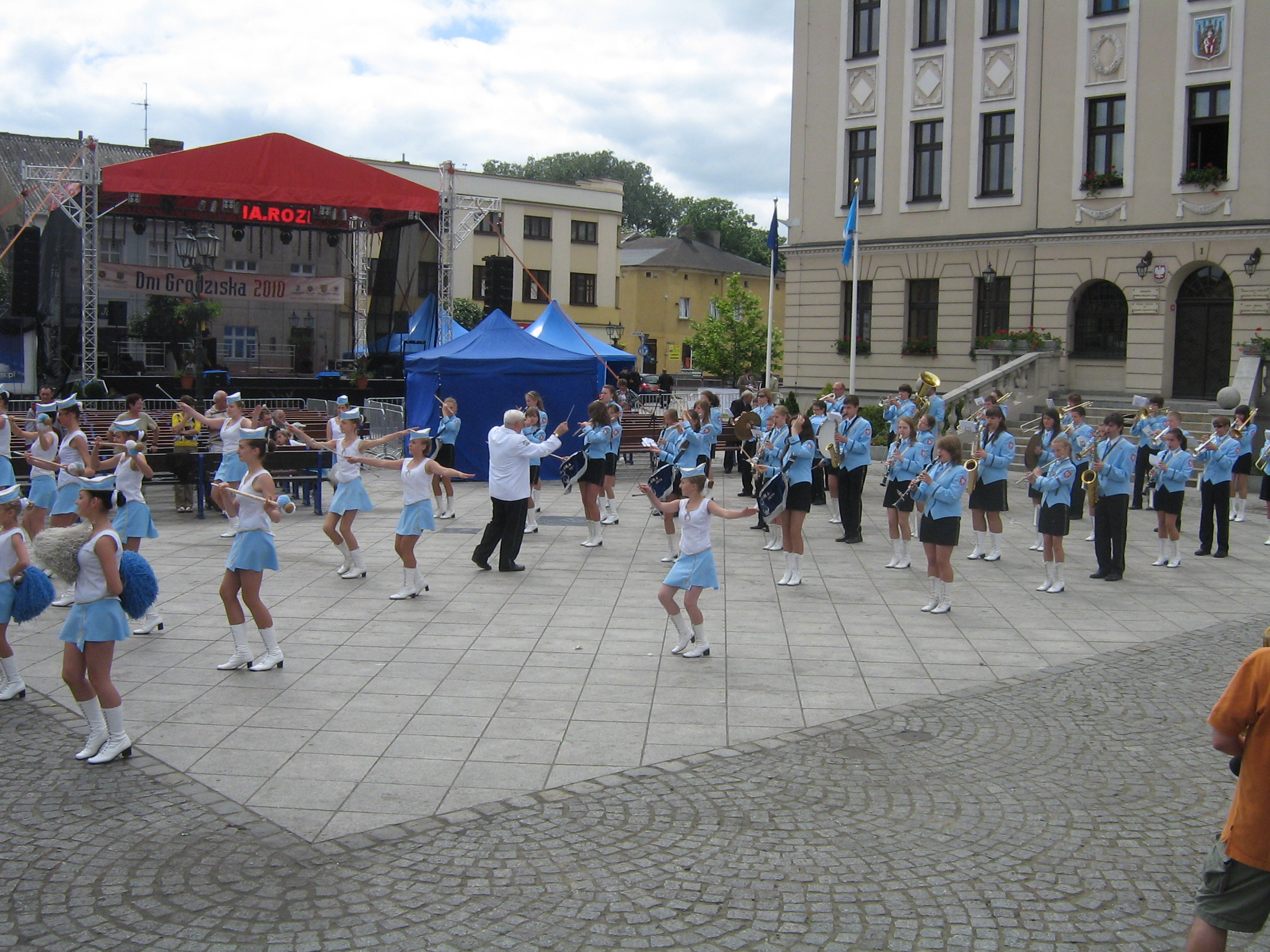
Grodziska Orkiestra Dęta

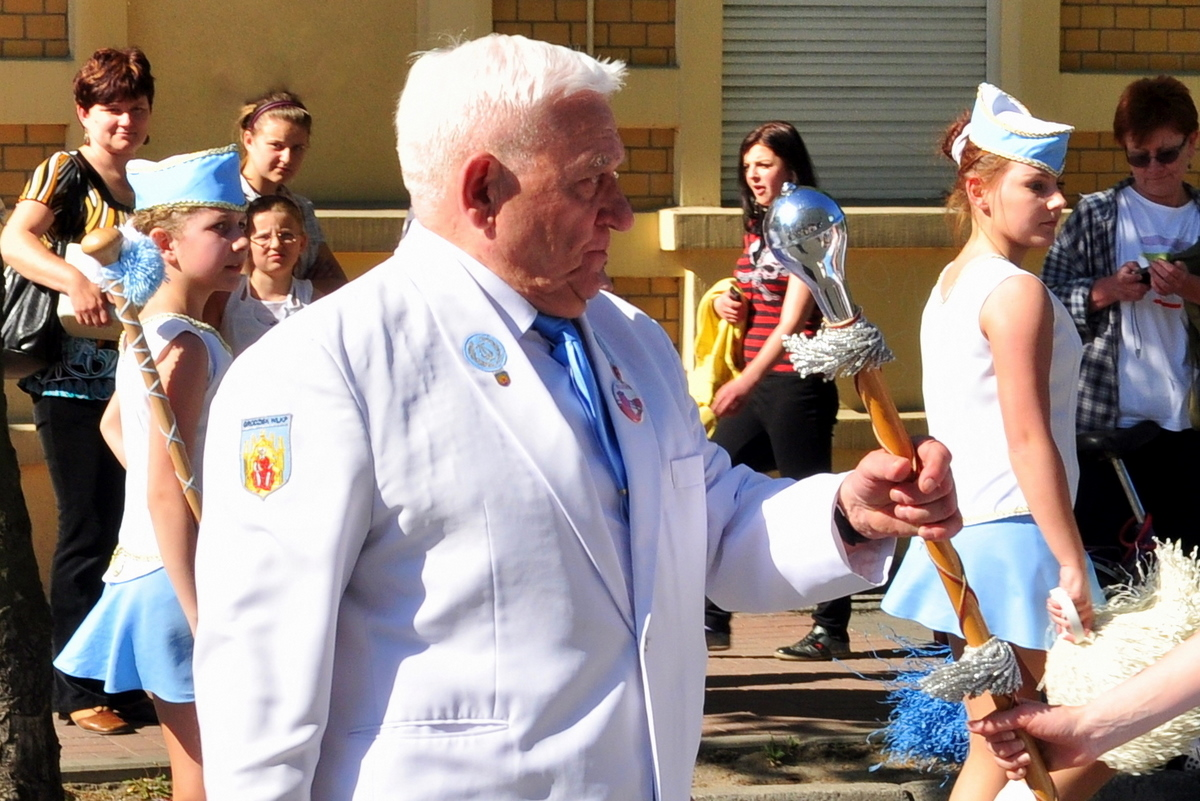
Stanisław Słowiński

Grodziska Orkiestra Dęta – powstała w 1929 roku, jako Orkiestra Dęta Ochotniczej Straży Pożarnej. Jej założycielem był Antoni Thum. Orkiestra znana jest nie tylko w Polsce, ale również poza jej granicami. Podróże artystyczne orkiestry obejmują: Rosję, byłą Czechosłowację, Hiszpanię (występ na stadionie Realu Madryt), Niemcy, Danię, Francję oraz Holandię. Kapelmistrzem Grodziskiej Orkiestry Dętej od 1979 do 2016 roku był Stanisław Słowiński.
Orkiestra zdobyła liczne wyróżnienia w postaci dyplomów, pucharów, kryształów oraz 8 Złotych Rogów zdobytych w dorocznych turniejach Orkiestr Dętych w Grodzisku Wielkopolskim, organizowanych przez Polski Związek Chórów i Orkiestr "Macierz" w Poznaniu. We wrześniu 2003 roku na Międzynarodowym Festiwalu Orkiestr w Lesznie grodziska orkiestra zdobyła Puchar ze Złotym Pasem, a jej kapelmistrz okazał się najlepszym tambumajorem konkursu i otrzymał Złotą Buławę.
Grodziska Orkiestra Dęta brała udział w Rewii Orkiestr Dętych w Gdańsku. Wzięła udział w trzech filmach fabularnych: "Kiler-ów 2-óch", "Skrzydlate świnie" oraz "Szczur" jak również w programie telewizyjnym "MdM". Swoją grą wspierała też mecze Dyskobolii.
W marcu 2009 r. wydany został w Grodzisku album z okazji jubileuszu 30-lecia Grodziskiej Orkiestry Dętej pod batutą Stanisława Słowińskiego.